# Баланс ґрунтових вод
Баланс ґрунтових вод обумовлює водноповітряний режим верхнього шару гірських порід (ґрунтів).
Баланс ґрунтових вод вивчають двома методами: експериментальним (за якого кожна складова балансу визначається безпосередньо вимірюваннями) i методом, який ґрунтується на аналізі коливань рівнів водоносного горизонту. Його визначають на балансових ділянках (площа яких складає до кількох десятків гектарів), що за своїми гідрогеологічними умовами є характерними для усього будівельного масиву.
Основними складовими елементами балансу ґрунтових вод є: атмосферні опади, які ін.ільтруються крізь зону аерації; фільтрація води з поверхневих водотоків та водойм; штучні заходи (обводнення, зрошення тощо); приток напірних вод із підстилаючих горизонтів; висхідне розвантаження тріщинних вод; конденсація пари води в зоні аерації та інші фактори.
Основними витратними елементами балансу ґрунтових вод є: випаровування із зони аерації; всмоктування води рослинністю; водозабори та дренажні споруди; інфільтраційне живлення залягаючих нижче безнапірних водоносних горизонтів і нисхідних джерел.
Загальна зміна ресурсів ґрунтових вод на певній території дорівнює сумі усіх елементів водного балансу (припливних – зі знаком «+» та витратних – зі знаком «–»).